# レイモン・サレイユ
レイモン・サレイユ（Raymond Saleilles、1855年 - 1912年3月3日）は、フランスの法学者。

## 人物
19世紀末から20世紀初頭フランスにおいて、フランソワ・ジェニーと共に自由法運動を展開し、エールリッヒやカントロヴィッチらの運動と相まって世界的規模で影響を及ぼし、裁判過程の見方や法学的方法論に一大転換をもたらした。
ダバンによると、権利に関するサレイユの説は、サヴィニーやヴィントシャイトによる意思説や、イェーリングによる利益説のいずれでもない、折衷説である。その内容は、権利の本質を法的な意思、むしろ能力(pouvoir)と捉え、その中に「各人が自己の主人であること」(Maîtrise)を見いだし、それは「権利の観念に内有される能力を用いるべく資格づけられた者に、潜勢的に帰属されている支配(Maîtrise)」であって、権利の現実化、その行使とは無関係であると論じるものであった。ダバン曰く、利益と意思との両要因のそれぞれの重要性に関する折衷説の支持者間の論争を終了させた点で、イェリネックら他の折衷論者の見解よりも優れている。